# Nefelejcs (növénynemzetség)

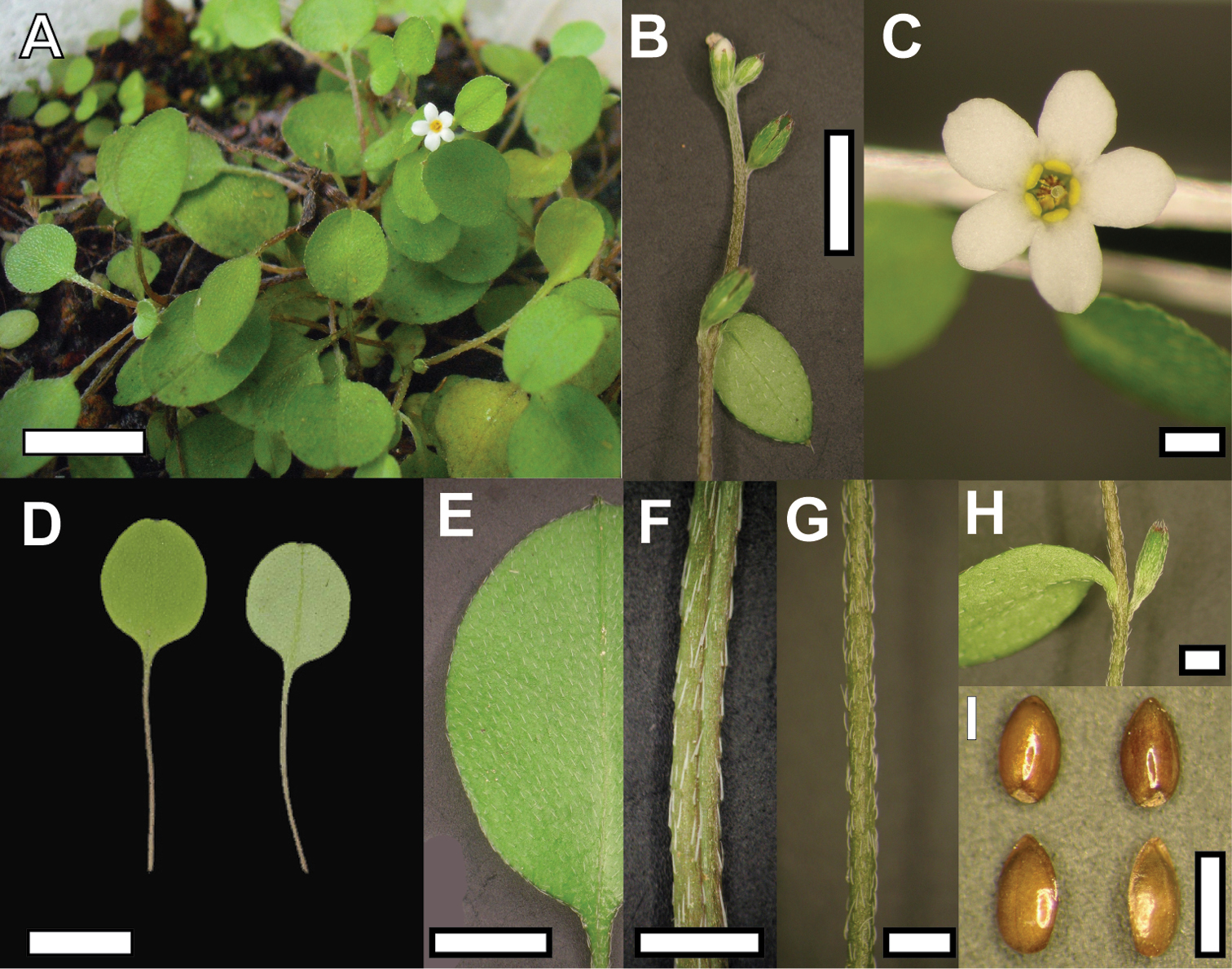
Myosotis chaffeyorum

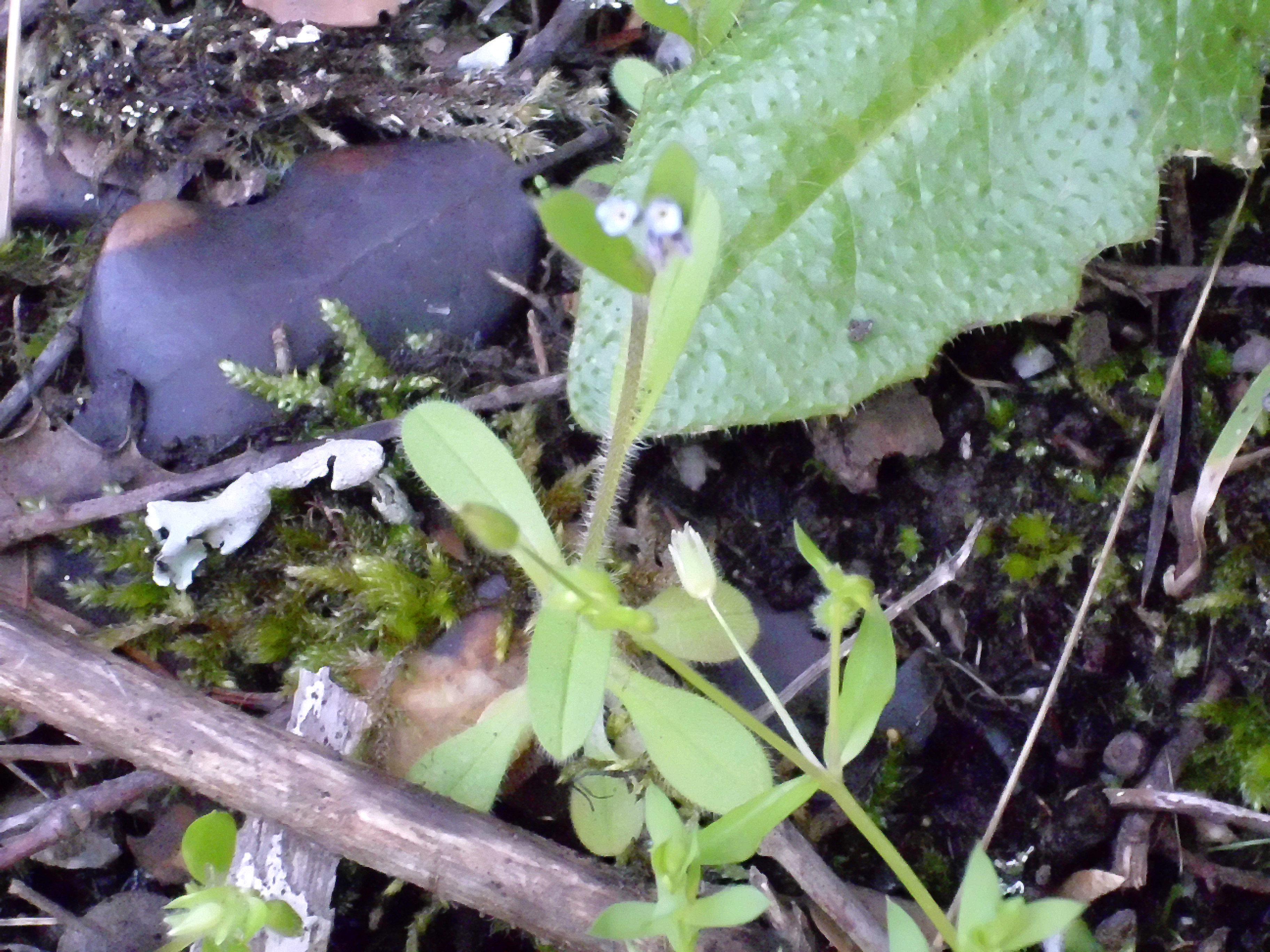
Myosotis debilis

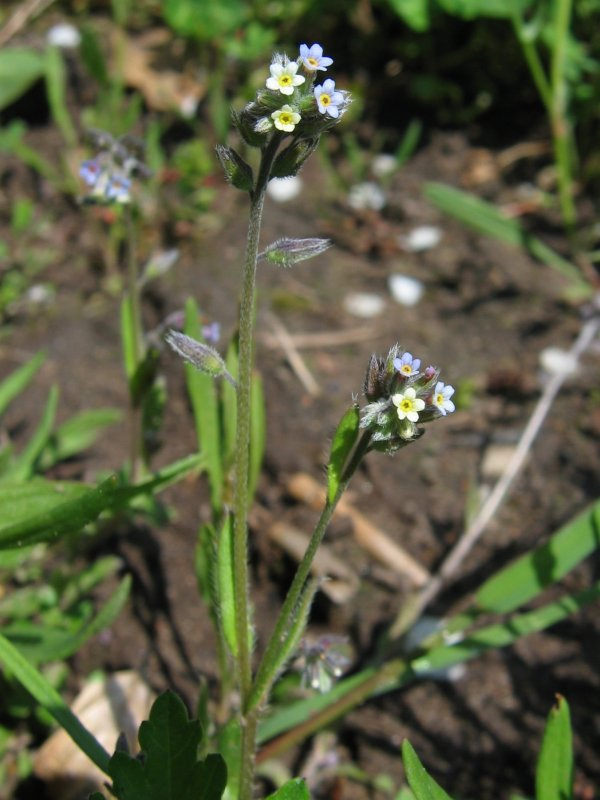
Myosotis discolor

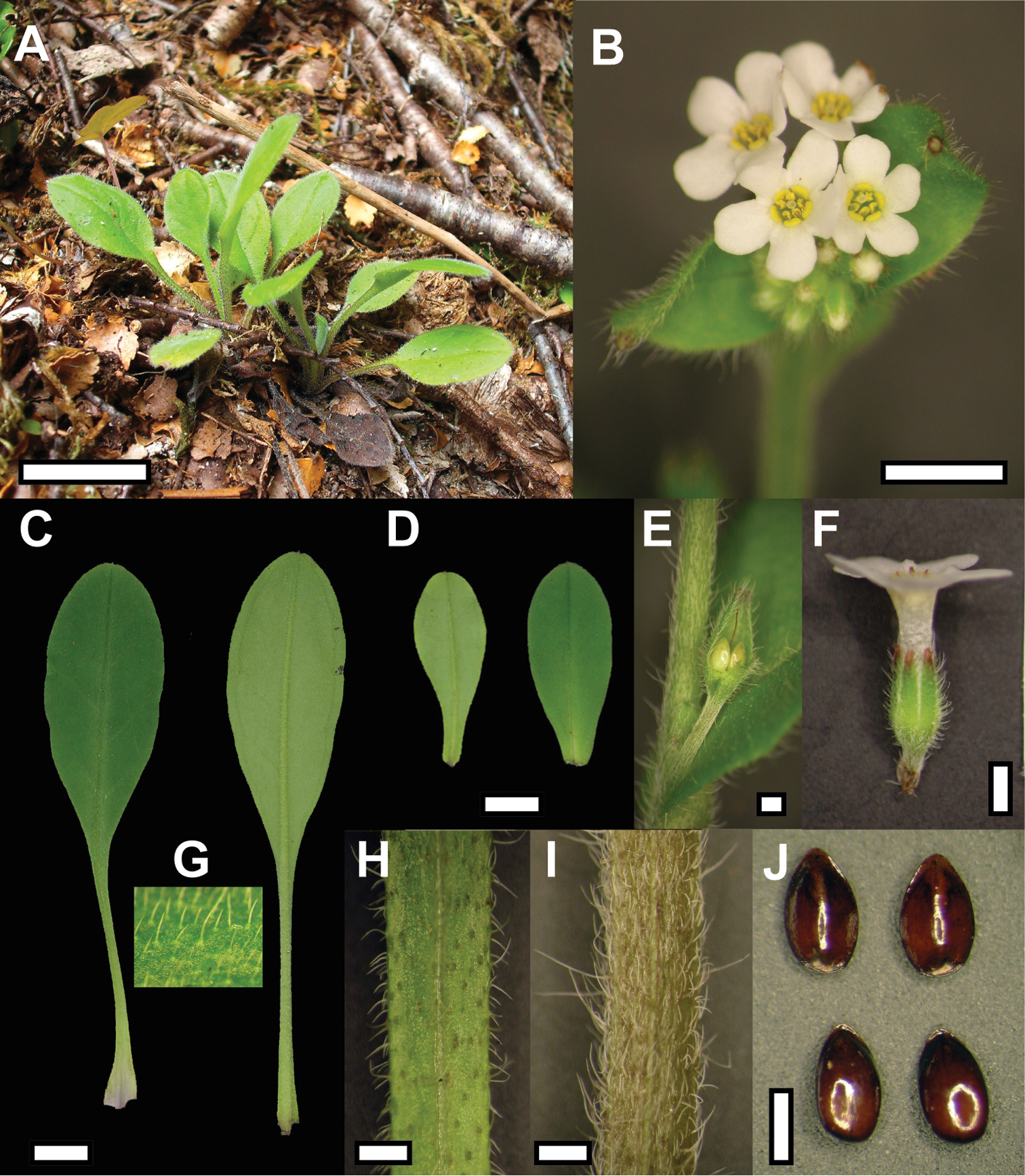
Myosotis mooreana

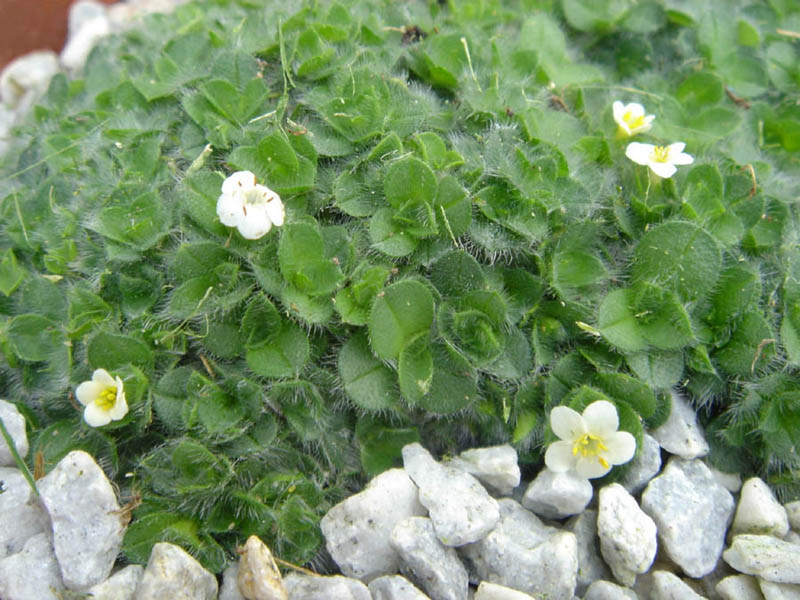
Myosotis pulvinaris

A nefelejcs (Myosotis) a borágófélék (Boraginaceae) családjába tartozó növénynemzetség.
A nefelejcsek emberi fogyasztása nem javasolt, ugyanis pirrolizidin alkaloidokat tartalmaznak, amelyek bizonyítottan mérgezők a máj számára!

## Tudnivalók
A nefelejcs-fajok világszerte elterjedt növények. Habár több faj is Új-Zélandon endemikus, a botanikusok szerint ez a nemzetség az északi félgömbön jelenhetett meg. Néhány fajt, köztük az erdei nefelejcset is, Európa, Ázsia és az Amerikák mérsékelt övi részeire betelepítették.
A legtöbb faj 1 centiméter átmérőjű, 5 szirmú, kék, rózsaszín vagy fehér virágot növeszt. A virágok közepe mindig sárga, és meghajló virágzatokba tömörülnek. Általában tavasszal virágzanak. Leveleik nem nőnek párosával. Kedvelt kerti növények; ahová betelepítették, hamar elszaporodtak, főleg a mocsaras, folyó menti élőhelyeken. Az árnyékos helyeken is jól érzik magukat.
A nemzetségen belül egyaránt vannak egyéves és évelő növények is. Gyökereik általában szétterülnek. Magvaik tulipán alakú, horgos szőrzettel borított toktermésben vannak. A horgok segítségével a termés ráakad a ruhákra vagy állatok szőrére, és így a magok nem vetélkednek az anyanövénnyel.

## Érdekességek
A nemzetség tudományos neve, Myosotis, a görög nyelvből származik; magyarul „egérfület” jelent. Valószínűleg azért kapta ezt a nevet, mivel levelei az egerek (Muridae) füleire hasonlítanak.
A Myosotis scorpioides a felcsavarodott virágzatáról kapta a nevét; mivel hasonlóságot mutat a skorpiók (Scorpiones) felgörbített farkával.
A Myosotis alpestris, Alaszka címernövénye.
E nemzetség fajai, számos lepkefaj (Lepidoptera) hernyójának szolgálnak táplálékul, köztük a bagolylepkefélékhez (Noctuidae) tartozó Xestia c-nigruménak is.

## Rendszerezés
A nemzetségbe az alábbi 40 faj tartozik:
- Myosotis albiflora Banks & Sol. ex Hook. f.
- Myosotis alpestris F.W. Schmidt
- Myosotis antarctica Hook. f.
- parlagi nefelejcs (Myosotis arvensis) (L.) Hill
- Myosotis asiatica (Vestergr. ex Hultén) Schischk. & Serg.
- Myosotis azorica H.C. Watson
- Myosotis baltica Sam. ex Lindm.
- Myosotis bothriospermoides Kitag.
- Myosotis caespitosa Schultz
- Myosotis chaffeyorum
- Myosotis debilis Pomel
- Myosotis decumbens Host
- Myosotis densiflora C. Koch
- Myosotis discolor Pers. ex Murray
- Myosotis incrassata Guss.
- Myosotis krylovii Serg.
- Myosotis lamottiana (Braun-Blanq. ex Chass.) Grau
- Myosotis latifolia Poir.
- Myosotis laxa Lehm.
- Myosotis lithospermifolia Hornem.
- Myosotis mooreana
- Myosotis nemorosa Besser
- Myosotis popovii Dobrocz.
- Myosotis pulvinaris Hook.f.
- Myosotis ramosissima Rochel
- Myosotis rehsteineri Wartm. ex Reut.
- Myosotis rivularis (Vestergr.) A.P. Khokhr.
- Myosotis sachalinensis Popov
- Myosotis scorpioides L.
- Myosotis secunda A. Murray
- Myosotis sicula Guss.
- Myosotis sparsiflora J.C.Mikan ex Pohl
- Myosotis speluncicola Schott ex Boiss.
- Myosotis stenophylla Knaf
- Myosotis stolonifera J.Gay
- apró nefelejcs (Myosotis stricta) Link ex Roem. & Schult.
- Myosotis strigulosa Rchb.
- erdei nefelejcs (Myosotis sylvatica) Ehrh. ex Hoffm.
- Myosotis verna Nutt.
- Myosotis victoria

## Fordítás
- Ez a szócikk részben vagy egészben  a   Forget-me-not című angol Wikipédia-szócikk ezen változatának fordításán alapul.  Az eredeti cikk szerkesztőit annak laptörténete sorolja fel. Ez a jelzés csupán a megfogalmazás eredetét és a szerzői jogokat jelzi, nem szolgál a cikkben szereplő információk forrásmegjelöléseként.